# Províncies històriques de Suècia
Les províncies de Suècia (en suec: «landskap»), són una antiga organització territorial de caràcter històric, geogràfic i cultural. Suècia comptava amb 25 províncies que actualment no tenen cap funció administrativa, però segueixen sent un llegat històric i un mitjà d'identificació cultural.
Diverses d'elles eren subdivisions de Suècia fins al 1634, quan van ser reemplaçades pels Comtats de Suècia («län»). Algunes van ser conquistades després a Dinamarca i Noruega. Altres, com les províncies de Finlàndia es van perdre després de la guerra amb Rússia. Lapònia és l'única província adquirida per colonització.
En alguns casos, els actuals comtats administratius es corresponen gairebé exactament amb les antigues províncies, com és el cas de Blekinge i el Comtat de Blekinge i Gotland, que és tant una província, com un comtat i una municipalitat. Si bé no correspon exactament amb la província, el municipi de Härjedalen juntament amb Gotland és l'únic municipi amb igual nom que una província. En altres casos, no ho fan, el que al seu torn augmenta la importància cultural de les províncies. A més, les unitats administratives estan subjectes a contínues modificacions -diversos dels nous municipis, per exemple, es van crear en la dècada de 1990-, mentre que les províncies han tingut les seves fronteres històriques establertes durant segles.
Les províncies de Suècia encara s'usen en converses col·loquials i com a referències culturals: per exemple, dir «Småländskt glasblåseri», fent referència al bufat de vidre a la província de Småland, és una fórmula acceptada, i no és «Kalmarskt glasblåseri» en la qual la referència és el comtat. Les províncies de Suècia, per tant, no poden ser considerades com un concepte anacrònic. La principal excepció és Lapònia, on la població es veu a si mateixa com a part de Västerbotten o Norrbotten, una divisió basada en els comtats.

## Províncies
| Suec          | Llatí            | Províncies de Suècia |
| ------------- | ---------------- | -------------------- |
| Ångermanland  | Angermannia      | Províncies de Suècia |
| Blekinge      | Blechingia       | Províncies de Suècia |
| Bohuslän      | Bahusia          | Províncies de Suècia |
| Dalarna       | Dalecarlia       | Províncies de Suècia |
| Dalsland      | Dalia            | Províncies de Suècia |
| Gotland       | Gotlandia        | Províncies de Suècia |
| Gästrikland   | Gestricia        | Províncies de Suècia |
| Halland       | Hallandia        | Províncies de Suècia |
| Hälsingland   | Helsingia        | Províncies de Suècia |
| Härjedalen    | Herdalia         | Províncies de Suècia |
| Jämtland      | Jemtia           | Províncies de Suècia |
| Lappland      | Lapponia Suecana | Províncies de Suècia |
| Medelpad      | Medelpadia       | Províncies de Suècia |
| Norrbotten    | Norbothnia       | Províncies de Suècia |
| Närke         | Nericia          | Províncies de Suècia |
| Öland         | Olandia          | Províncies de Suècia |
| Östergötland  | Ostrogothia      | Províncies de Suècia |
| Skåne         | Scania           | Províncies de Suècia |
| Småland       | Smolandia        | Províncies de Suècia |
| Södermanland  | Sudermannia      | Províncies de Suècia |
| Uppland       | Uplandia         | Províncies de Suècia |
| Värmland      | Wermlandia       | Províncies de Suècia |
| Västmanland   | Vestmannia       | Províncies de Suècia |
| Västerbotten  | Vestrobothnia    | Províncies de Suècia |
| Västergötland | Westrogothia     | Províncies de Suècia |

 *   Forma llatina utilitzada també en altres idiomes en lloc dels topònims suecs. En català, habitualment, s'utilitzen els exònims Lapònia en lloc de Lappland i Escània en lloc de Skåne 

## Història

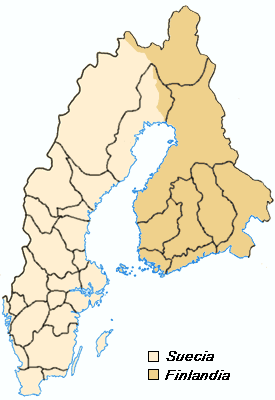
Províncies de Suècia de 1658 a 1809.

Els orígens de la divisió provincial poden trobar-se en els petits regnes que foren a poc a poc incorporats al rei de Suècia durant el procés de consolidació de Suècia. Fins que Magnus IV de Suècia va promulgar una llei per al país en 1360, cadascuna d'aquestes terres encara tenia les seves pròpies lleis amb la seva pròpia assemblea i es regien a si mateixes. Les províncies històriques es van establir com a ducats, però les províncies recentment conquistades tenien l'estatus de ducat o comtat, en funció de la seva importància.
De les conquestes fetes després de la separació de la Unió de Kalmar el 1523, només algunes es van incorporar com a províncies. La majoria de les adquisicions permanents ho van ser pel Tractat de Roskilde el 1658, en què l'antiga Escània danesa -les províncies de Skåne, Blekinge, Halland i Gotland - juntament amb les noruegues Bohuslän, Jämtland i Härjedalen, es van convertir en sueques i lentament van ser integrades. Altres territoris estrangers van ser considerats com a dominis de Suècia sota sobirania del monarca suec, en alguns casos amb una durada de dos o tres segles. Noruega va tenir una unió personal amb Suècia des 1814 a 1905, però mai es va convertir en part integrant de Suècia.
La divisió de Västerbotten que va tenir lloc amb la cessió de Finlàndia va ser la causa que Norrbotten emergís com a Comtat de Norrbotten, i, finalment, fos reconegut com una província de ple dret. Se li va concedir un escut d'armes el 1995.

### Història de les regions

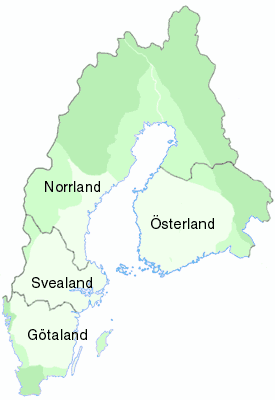
Regions històriques sueques.

Suècia es dividia històricament en quatre regions o «terres» (lands):
- Götaland (Suècia)
- Svealand (Suècia)
- Norrland (Suècia)
- Österland (actualment a Finlàndia)

Götaland i Svealand, eren petits regnes abans de 1000 aC: la principal tribu de Götaland eren els gautes, la principal tribu de Svealand eren els suions (o "suecs històrics"). Norrland va ser la denominació per a totes les parts no explorades del nord. Österland (nom actualment en desús) a Finlàndia, era part integrant de Suècia, però en 1809 va ser annexionada per Rússia com a Gran Ducat de Finlàndia, i des de 1917 és un territori independent, Finlàndia. Els límits d'aquestes regions han canviat diverses vegades al llarg de la història i Norrland, Götaland i Svealand són regions informals de Suècia, un conjunt de províncies històriques sense entitat administrativa.

## Heràldica
Al funeral del rei Gustau I de Suècia en 1560 algunes primeres versions d'escuts d'armes de les províncies es van mostrar juntes per primera vegada, la majoria d'elles fores creades per a aquesta ocasió. Eric XIV de Suècia va establir el seguici fúnebre de Gustau I sobre la base dels funerals renaixentistes d'influents ducs alemanys en territori continental, que al seu torn, van poder basar-se en l'estil del seguici fúnebre de Carles V del Sacre Imperi Romanogermànic, en què les banderes es van utilitzar per representar cadascun dels territoris en una llarga llista de títols del mort. En tenir només tres banderes com a representació de les entitats Svealand, Götaland i els wends esmentats en el títol, «Rei de Suècia, els gots i els wends», el festeig hagués desmerescut en comparació amb les pomposes mostres de poder ducal en el continent, de manera que les banderes van ser ràpidament creades per representar cadascuna de les províncies. En el funeral de Carles X Gustau de Suècia es van afegir més banderes a la processó, és a dir, l'escut d'armes d'Estònia, Livònia, Íngria, Narva, Pomerània, Bremen i Verden, així com l'escut d'armes per als territoris i ciutats alemanyes de Clèveris, Sponheim, Jülich, Ravensberg i Baviera.
Atès que la majoria de les províncies històriques sueques no tenien fixat escut d'armes en el moment de la mort de Gustau I, van ser creats sense demora i aprovats. No obstant això, alguns dels escuts d'armes dissenyats per a l'ocasió van tenir poca fortuna, com l'ús del castor triat per representar Medelpad, el golut en l'escut d'armes de Värmland o la rosa que adorna l'escut d'armes de Småland. Östergötland fou en aquella ocasió representada per dos escuts d'armes, un amb un drac per a Västanstång i un amb un lleó per a Östanstång. L'actual escut d'armes d'Östergötland va ser creat en 1884. El salvatge que representa Lappland no es va utilitzar en la processó de Gustau I, però va ser adoptat com a escut d'armes en el seguici fúnebre de Carles IX de Suècia el 1612; en aquest el salvatge inicialment era negre. L'actual escut d'armes de Lappland, amb un home vermell que porta un garrot es va crear el 1949. La representació d'escuts d'armes que apareix a continuació no és la del seguici fúnebre de banderes, i es compon de les invencions més recents, moltes creades durant un període de nacionalisme romàntic al segle xix.
Després de la separació de Suècia i Finlàndia les tradicions per als respectius escuts d'armes provincials van divergir, més notablement arran d'una ordre del Consell Privat de Suècia de 18 de gener de 1884. Aquest va establir que tots els escuts d'armes de les províncies sueques portessin la corona ducal, mentre que les armes provincials finlandeses distingien entre ducal i dignitat de comtat. Una complicació més és que la representació dels ducats i comtats finlandesos s'assembla molt a les corones sueques d'un ordre inferior, és a dir, als comtat i baronies. La divisió de Lapònia necessitaria una distinció entre les armes sueques i finlandeses.
Per a més informació, vegeu l'article sobre les regions històriques de Suècia o els articles respectius de les províncies.

### Götaland
Götaland consta de deu províncies històriques situades a la part meridional de Suècia. Fins al 1645 Gotland i Halland van ser parts de Dinamarca. D'altra banda, fins al 1658, Blekinge i Escània van ser parts de Dinamarca i Bohuslän part de Noruega.
| Bohuslän        | Blekinge | Dalsland      | Gotland | Halland      |
| Skåne (Escània) | Småland  | Västergötland | Öland   | Östergötland |

### Svealand
Svealand està formada avui per les següents províncies.
| Dalarna | Närke | Södermanland | Uppland | Värmland | Västmanland |

### Norrland
Norrland es compon avui de nou províncies. Fins al 1645 les províncies de Jämtland i Härjedalen van ser parts de Noruega. La Lapònia sueca va estar unida amb la Lapònia finlandesa com a Lapònia fins al 1809. Norrbotten es va desenvolupar com a província de ple dret durant el segle xix.
| Ångermanland | Gästrikland | Hälsingland | Härjedalen | Jämtland | Lappland | Medelpad | Norrbotten | Västerbotten |